# Endangered Species
《Endangered Species》는 1980년 중반에 발매된 캐나다의 록 밴드 클라투의 네 번째이자 두 번째 음반이다. 이 음반은 이전 음반인 《Sir Army Suit》의 팝 스타일과 대조되는, AOR 라디오에 맞춰진 더 단단한 로큰롤 사운드를 시도하는 것으로 출시되자마자 낙인이 찍혔다.

## 녹음
데이브 브래들리에 따르면, "외부 프로듀서가 데려왔고, 대부분의 악기는 로스앤젤레스에 기반을 둔 세션 음악가들에 의해 연주되었고, 밴드 멤버들은 그들의 목소리와 (보통) 한 곡당 하나의 리드 악기를 추가하도록 요청받았다. 그 밴드는 음반이 섞이기도 전에 집으로 보내졌다." 클라투의 베이스 연주자인 존 월로슈크는 디 롱의 리드 기타 부분은 모두 크리스 본드에 의해 오버더빙되었으며, 유일한 예외적으로 롱의 기타 솔로곡은 〈Sell Out, Sell Out〉이었다.
이 음반의 한 트랙(〈Sell Out, Sell Out〉)은 캐피틀이 "시류에 편승하려는" 시도에 대한 맹렬한 공격이었다.

## 반응
이 음반은 상업적이고 결정적인 실패작이었다. 그 결과 밴드는 캐피틀에 의해 곧 해체되었지만 캐피틀의 캐나다 분열은 밴드를 인수하여 캐나다에서만 그들의 마지막 음반 《Magentalane》을 발매했다.
올뮤직은 《Endangered Species》를 "하류적으로 끔찍한 팝 록 사건"이라고 묘사했고, 이 곡들을 "모멸적"으로 간주했다.

## 커버 아트
그룹의 이전 음반인 《Sir Army Suit》의 커버를 칠하지 않았던 정규 클라투 아티스트 테드 존스가 돌아와 음반 커버를 칠했다.

## 곡 목록
| #  | 제목                      | 작사·작곡              | 재생 시간 |
| -- | ------------------------- | ---------------------- | --------- |
| 1. | 〈I Can't Help It〉       | 디 롱                  | 3:41      |
| 2. | 〈Knee Deep in Love〉     | 존 월로슈크, 디노 토메 | 3:15      |
| 3. | 〈Paranoia〉              | 월로슈크               | 4:12      |
| 4. | 〈Howl at the Moon〉      | 월로슈크, 토메         | 3:32      |
| 5. | 〈Set the World on Fire〉 | 월로슈크               | 4:16      |
| 6. | 〈Hot Box City〉          | 롱                     | 3:48      |
| 7. | 〈Dog Star〉              | 롱                     | 4:17      |
| 8. | 〈Sell Out, Sell Out〉    | 월로슈크               | 4:55      |
| 9. | 〈All Good Things〉       | 월로슈크               | 1:57      |